# میرکو پولونی
میرکو پولونی (انگلیسی: Mirco Poloni؛ زادهٔ ۱۸ سپتامبر ۱۹۷۴) بازیکن فوتبال اهل ایتالیا است.
از باشگاه‌هایی که در آن بازی کرده‌است می‌توان به باشگاه فوتبال یو. اس. پرگولیتزه و باشگاه فوتبال آتالانتا اشاره کرد.
وی همچنین در تیم ملی فوتبال زیر ۱۷ سال ایتالیا بازی کرده‌است.